# Martin May
Pour les articles homonymes, voir May.
Martin May, né le 21 avril 1961 à Cobourg (Allemagne), est un acteur allemand.
Il est surtout connu pour son interprétation de l'aspirant Ullmann dans le classique de la guerre sous-marine Le Bateau (Das Boot).

## Biographie
Pendant plusieurs années, Martin May fait du doublage, notamment il est la voix de Diesel dans le doublage allemand (Thomas, die kleine Lokomotive) de Thomas et ses amis. Son travail d'acteur après Das Boot comprend principalement des films de télévision allemands.

## Filmographie partielle

### Au cinéma
- 1979 : Die wunderbaren Jahre (de) : Stephan
- 1981 : Le Bateau (Das Boot)  : Ullman
- 1983 : Eisenhans (de) : Andi
- 1984 : Der Sohn des Bullen : Tommi, sein Sohn
- 1986 : L'Homme volant (Der Flieger) : Bernd Klinger
- 1987 : Zabou (de) : toxicomane de 17 ans
- 2011 : Sex, Dogz and Rock n Roll : Mad B (voix)
- 2012 : Nach Tokio : Jan (court métrage)
- 2014 : Das Tor zur Welt : l'homme à l’air suspect (court métrage)

### À la télévision

#### Téléfilms
- 1986 :  Maria Stuart : Page
- 1987 :  Die Erbschaft : Horst Zöllner
- 1988 :  Michas Flucht : Michael Aßmann
- 1988 :  Bei Thea
- 1992 :  Andy : Martin
- 1996 :  Jackpot : Melmuth
- 2003 :  Fliege kehrt zurück : Robert Bothe
- 2004 :  Fliege hat Angst : Robert Bothe
- 2005 : Rotkäppchen (de) : Konrads Vater
- Arzt :  Die Insassen : Arzt

## Récompenses et distinctions
- (en) Martin May: Awards, sur l'Internet Movie Database